# Aiguille de Roc
A Aiguille de Roc é um dos cumes do grupo conhecido como Aiguilles de Chamonix no  Maciço do Monte Branco, em França. Foi vencido em 1927 por uma mulher, Miriam O'Brien, o que ainda nos dias de hoje não está ao alcance de todos os bons alpinistas, com o seu tipo TD.
Tal como a Aiguille de la République, a Aiguille de Roc termina com um pico rochoso, donde le Roc, que se separa a sudeste da Aiguille du Grépon.
Em princípio ela é atingida aquando da Travessia Roc-Grépon o que corresponde ao n.º 64 das 100 mais belas corridas de montanha.

## A fotografia
A imagem da capa do livro La montagne est mon domaine de Gaston Rébuffat, mostra-o de pé em cima do cume com as cordas na mão (Quarta imagem desta série), fotografia que aliás fazia parte dos documentos sobre a Terra e que foram embarcados na nave espacial do Programa Voyager para ilustrarem as realizações humanas.